# Christoph Domig
Christoph Domig (* 20. Jänner 1992 in Feldkirch) ist ein österreichischer Fußballspieler auf der Position eines Mittelfeldspielers.

## Karriere
Domig begann im Jahre 2001 im Nachwuchsbereich des SC Röthis mit dem Fußballspielen und durchlief alle Altersklassen des Vereines. Er kam ab der Saison 2006/07 für die Vorarlberger Auswahl in der österreichischen U-15-Jugendliga zum Einsatz. Des Weiteren durchlief er die U17 und die U19 der Akademie Vorarlberg und wechselte dann zum SCR Altach.
Schon in der ersten Saison 2010/11 kam Domig unter Trainer Peter Jakubec zu seinen Einsätzen in der Amateurmannschaft des SCR Altach in der drittklassigen österreichischen Regionalliga West. Dabei absolvierte er 28 von 30 möglichen Ligaspielen und erzielte dabei ein Tor. Danach stand er im Kader der Profimannschaft von Altach und debütierte in der Mannschaft am 15. Juli 2011 am 2. Spieltag der Ersten Liga, der zweithöchsten Spielklasse im österreichischen Fußball, als er im Spiel beim TSV Hartberg in der 84. Minute eingewechselt wurde.
Zur Saison 2013/14 wechselte er zum Regionalligisten FC Dornbirn 1913. Neben den Siegen beim Seehallencup Hard 2015, dem Vorarlberger Supercup 2016 und dem Hallenmasters Wolfurt 2018 gewann er mit dem FC Dornbirn viermal (2014, 2015, 2016 und 2019) den Vorarlberger Fußballcup. Mit Dornbirn stieg er 2019 als Meister der Regionalliga West in die 2. Liga auf. Nach der Saison 2021/22 verließ er Dornbirn nach neun Jahren und beendete seine Profikarriere und kehrte zum drittklassigen SC Röthis zurück. Mit SC Röthis schaffte er als Meister der Eliteliga, den Aufstieg in die Regionalliga West und somit der größte Erfolg der Röthner Vereinsgeschichte. In der Saison 2024/25 schaffte er mit dem SC Röthis den Einzug ins Vorarlberger Cup Finale, welches gegen den Ex-Klub Fc Dornbirn mit 1:3 verloren ging. [8]